# 旧田中家住宅
旧田中家住宅（きゅうたなかけじゅうたく）は、埼玉県川口市にある歴史的建造物である。2018年（平成30年）12月25日に国の重要文化財に指定された。川口市内では初の重要文化財指定物件である。

## 概要
田中家は川口の旧家で、当主は代々徳兵衛を名乗った。江戸時代末期の初代徳兵衛は農業を営んだが、2代徳兵衛の時代、1871年（明治4年）からは麦味噌醸造と材木商を営んで繁栄した。現存する住宅は4代徳兵衛（1875 - 1947年）が建てたものである。同人は家業のほか、埼玉県議会議員や貴族院議員も務めた。洋館は1921年（大正10年）上棟、1923年竣工。設計監督は櫻井忍夫である。洋館の裏手に建つ和館は1934年（昭和9年）上棟。設計監督は府場陽二である。洋館の北側に建つ文庫蔵（旧仕込倉）は明治末年頃の建立である。
洋館、和館、文庫蔵（旧仕込倉）、煉瓦塀2基の3棟2基が2006年（平成18年）に国の登録有形文化財になった後、2018年（平成30年）12月25日には国の重要文化財に指定された。敷地内には上記建物のほか、茶室と池泉回遊式の日本庭園があり、川口市立文化財センター分館として一般公開されている。
この住宅は、地元の名士の住居として、接客空間が充実しているのが特色である。洋館は関東大震災以前に上棟した煉瓦造3階建ての住宅建築として貴重な存在である。

## 建造物
洋館は日光御成道に面して建つ、煉瓦造3階建ての建物。西を正面とし、北から蔵部、主体部、台所部の3つに分かれている。建築面積は蔵部16.73平方メートル、主体部93.41平方メートル、台所部64.43平方メートル、計174.57平方メートルである。主体部の一部が西側へ張り出して、ファサード（正面外観）に変化を与えている。外観は化粧煉瓦積みで、建物の角にあたる部分には柱形を造り出し、人造石洗い出しによる窓枠を1階から3階まで通して、縦方向の線を強調している。屋上は西側突出部の正面にはペディメント（破風）を設け、他は欄干風のパラペット（胸壁）を設け、これらを銅板張りとする。柱形の上部には銅板のメダイヨン（円形装飾）を設ける。1階には玄関、家人用の食堂、台所があり、西側突出部は洋間の応接室とする。2階には座敷、次の間があり、西側突出部は洋間の書斎とする。3階には洋間の大広間があり、西側突出部は洋間の「控えの間」とする。1階の玄関は天井が和式の格天井で、神棚を設けるなど、古い商家の帳場のような構えとする。以上のように、この建物は、3階の大広間などに西洋古典式の内装をほどこす一方で、和風の空間も混在している。
和館は木造一部2階建てで、寄棟造、桟瓦葺き。建築面積は160.05平方メートル。洋館の裏手（東）に接続する東西棟の建物である。1階は西から東へ仏間（10畳）、次の間（12畳半）、座敷（15畳）が並ぶ。間仕切りの襖を取り払うと、37畳半の広大な空間になる。仏間の上に2階を設け、8畳の和室と次の間（4畳半）がある。
文庫蔵（旧仕込倉）は木造平屋建て、切妻造、桟瓦葺き。建築面積は99.15平方メートル。この蔵は、洋館より先に建っていたことが古写真から明らかで、明治末年頃の建立である。

## アクセス

### 徒歩
- 埼玉高速鉄道（埼玉スタジアム線）川口元郷駅より徒歩8分。

### 国際興業バス
- 川口駅東口、11 - 13系統
  - 末広1丁目停留所より徒歩3分。